# Юрчук, Валерий Владимирович
Вале́рий Влади́мирович Юрчу́к (укр. Валерій Володимирович Юрчук; род. 12 апреля 1990, Днепропетровск) — украинский футболист, вратарь

## Биография
Воспитанник школы ДЮСШ ФК «Днепр» (Днепропетровск), тренеры — Алексей Чистяков и Сергей Максимыч. После завершения учёбы два сезона провёл в дубле «Кривбасса», затем два сезона отыграл за «Днепр-2» во второй лиге. В сезоне 2012/13 успел поиграть за две команды второй лиги — черкасский «Славутич» и хмельницкое «Динамо».
Накануне следующего сезона на правах свободного агента перешёл в запорожский «Металлург», куда его пригласил главный тренер команды Сергей Пучков, знакомый с возможностями вратаря по сотрудничеству в «Славутиче». В этой команде не смог составить конкуренцию Грдличке и Старцеву. В предпоследнем туре сезона 2014/15 сыграл единственный матч в Премьер-лиге против луганской «Зари». После завершения сезона покинул команду в связи с завершением контракта. Тем же летом в составе студенческой сборной Украины выступал на Универсиаде в Кванджу.
В начале 2016 года стал игроком «Вереса», но не провёл за ровненскую команду ни одного матча, поэтому в конце сезона покинул клуб. В июле 2016 года перешёл в «Нефтяник-Укрнефть», за который провёл 19 матчей в Первой лиге.
Летом 2017 года присоединился к новосозданному клубу СК «Днепр-1».

## Достижения
«Днепр-1»
- Серебряный призёр чемпионата Украины: 2022/23
- Победитель Первой лиги Украины: 2018/19
- Серебряный призёр Второй лиги Украины: 2017/18